# Gracenote
Gracenote Inc.，曾经称为CDDB（CD数据库，Compact Disc Data Base）， 维护并授权着一个通过Internet访问的数据库，其中包含有关音频光盘的内容和黑胶唱片。它提供了软件和元数据，使他们的客户可以管理和搜索数字媒体。Gracenote提供媒体管理技术和全球媒体数字娱乐信息数据库，适用于手机，汽车，便携式，家庭，和个人电脑市场。一些电脑软件使用Gracenote的CDDB技术能够播放CD，如Winamp，Media Go，和iTunes。Gracenote数据库最初建立时接收来自用户的自愿捐款，并之后一段时间仍在继续。这导致了Gracenote在转为商业化后引来了对其授权的争论。
2008年4月22日，Sony美国子公司已完成收购报告，并于同年6月2日，花费约2亿6000万美元收购了Gracenote。
2013年12月24日，Sony宣布以1.7亿美元向Tribune Co公司出售Gracenote的全部股份，预计次年3月31日前完成。